# Meltripata vagans
Meltripata vagans är en insektsart som beskrevs av Miller, N.C.E. 1939. Meltripata vagans ingår i släktet Meltripata och familjen gräshoppor. Inga underarter finns listade i Catalogue of Life.